# Могамбо
«Могамбо» (англ. Mogambo) — художественный фильм режиссёра Джона Форда, вышедший на экраны в 1953 году. Экранизация пьесы Уилсона Коллисона и вольный ремейк картины 1932 года «Красная пыль», где главную роль также исполнил Кларк Гейбл.

## Сюжет
Место действия — глухая африканская глубинка, соседствующая с неисследованной областью, где водятся гориллы. Здесь располагается база Виктора Марсвелла (Кларк Гейбл) — профессионального охотника, который поставляет диких животных различным зоопаркам мира и устраивает сафари. Ему ассистируют местные туземцы и двое белых — не расстающийся с моноклем доктор Джон Браун-Прайс (Филип Стэнтон) и не просыхающий от джина Леон Большак (Эрик Польман). Однажды, вернувшись с неудачной охоты, Виктор обнаруживает у себя дома очаровательную брюнетку Элоизу Келли (Ава Гарднер), которая собиралась охотиться вместе с махараджей Бангалора, да он её бросил… Суровый охотник не в восторге от легкомысленной американки, но заводит с ней роман.
Вскоре по реке прибывает пара английских учёных: восторженный Дональд Нордли (Дональд Синден) и его чопорная жена Линда (Грейс Келли). Дональд Нордли собирается в страну горилл, чтобы снять о них документальный фильм. Виктор, увлечённый англичанкой, побыстрее сажает Келли на пароход. В тот же день происходят события: у Дональда случается приступ аллергии на вакцину против мухи цеце, а поздно ночью на лодке прибывает Келли: вечно пьяный капитан речного парохода посадил его на мель всего через 3 мили.
После выздоровления Дональда Нордли вся компания отправляется в страну горилл. Виктор активно ухаживает за Линдой Нордли, о чём муж не имеет ни малейшего понятия. Линда влюбляется в него, и они решают, что Виктор расскажет обо всем Дональду во время ловли горилл. Однако Виктор в последний момент не решается разрушить брак его гостей. Однако Леон Большак намекает Дональду на роман между его женой и Виктором, и он направляется в лагерь. Тем временем Виктор напивается у себя в палатке, Келли утешает его, в объятиях друг друга их застаёт Линда Нордли. Она пытается застрелить Виктора из его же пистолета. На этом их роман заканчивается. Явившийся Дональд видит раненого Виктора и двух женщин. Келли, спасая репутацию мисс Нордли, рассказывает, что Линда стреляла, отбиваясь от настойчивых ухаживаний охотника.
На следующий день экспедиция должна покинуть страну горилл на туземных каноэ. Виктор Марсвелл делает Элоизе предложение руки и сердца. Она отказывает ему, но потом бросается в реку и плывёт к нему. Их объятия происходят на фоне финальных титров.

## В ролях
- Кларк Гейбл — Виктор Марсвелл
- Ава Гарднер — Элоиза Келли
- Грейс Келли — Линда Нордли
- Дональд Синден — Дональд Нордли
- Филип Стэнтон — Джон Браун-Прайс
- Эрик Польман — Леон Большак
- Лоуренс Нейсмит — шкипер
- Денис О'Ди — отец Джозеф

## Награды
Актёрские работы Авы Гарднер и Грейс Келли в «Могамбо» номинировались на премию «Оскар» в номинациях «Лучшая женская роль» и «Лучшая женская роль второго плана» соответственно. Кроме того, Грейс Келли получила за свою роль премию «Золотой глобус», а лента выдвигалась на премию BAFTA в номинации «Лучший фильм».

### Победы
- «Золотой глобус»
  - Лучшая женская роль второго плана (Грейс Келли)

### Номинации
- BAFTA
  - Лучший фильм
- «Оскар»
  - Лучшая женская роль (Ава Гарднер)
  - Лучшая женская роль второго плана (Грейс Келли)

## Эстетика
- Фильм должен был показать красоты дикой природы Африки, поэтому съёмки проходили в разных местах, в частности, в Окалатаке (Французское Конго), в окрестностях горы Кения, на реке Кагера в Уганде и в Танзании.
- Музыкальное оформление фильма было минималистским: использовались только национальные африканские инструменты (что было вовсе нехарактерно для Голливуда того времени), только в одной сцене Ава Гарднер аккомпанирует себе на механическом пианино.